# Epeolus schummeli
Epeolus schummeli (лат.) — вид земляных пчёл-кукушек из рода Epeolus семейства Apidae. Палеарктика. Мелкие слабоопушенные пчёлы, с беловато-жёлтыми отметинами на теле как у ос и рыжевато-красными ногами. Длина 8—11 мм. Клептопаразиты пчёл рода Colletes (C. nasutus), в гнёзда которых откладывают свои яйца. 4—5-й стерниты брюшка самцов с золотисто-жёлтыми щетинками. Скапус буровато-чёрный. Максиллярные щупики 1-члениковые. У самок на 6-м стерните брюшка расположены ланцетовидные, мелко зазубренные отростки. В переднем крыле три радиомедиальных ячейки, 1-я из них много крупнее 3-й. Вершина радиальной ячейки (по форме она эллиптическая) удалена от переднего края крыла. Задние голени со шпорами.
В Европе обнаружен в следующих странах: Австрия, Венгрия, Германия, Дания, Польша, Россия, Словакия, Чехия.
Внесён в Красную книгу Польши, где его редкость связывают с сокращением мест обитания и численности вида-хозяина, пчелы Colletes nasutus.